# Lógica de Łukasiewicz
Em matemática, a lógica de Łukasiewicz (em inglês:/luːkəˈʃɛvɪtʃ/; em polonês: /wukaˈɕɛvʲitʂ/), é uma lógica não-clássica multivalorada. Foi definida por  Jan Łukasiewicz  como uma lógica trivaluada. Posteriormente, foi generalizada para n valores (com n finito), bem como para infinitamente valorada (ℵ0-valorada), ambas proposicionais e de primeira ordem. A versão ℵ0-valorada foi publicada em 1930 por Łukasiewicz e Alfred Tarski, ficando conhecida como lógica de Łukasiewicz-Tarski.

## Linguagem
Os conectivos proposicionais da lógica de Łukasiewicz são:
- implicação {\displaystyle \rightarrow },
- negação {\displaystyle \neg },
- equivalência {\displaystyle \leftrightarrow },
- conjunção fraca {\displaystyle \wedge },
- conjunção forte {\displaystyle \otimes },
- disjunção fraca {\displaystyle \vee },
- disjunção forte {\displaystyle \oplus },

e constantes proposicionais {\displaystyle {\overline {0}}} e {\displaystyle {\overline {1}}}.
A presença de conjunções e disjunções é comum em subestruturas lógicas que não possuem a regra de contração, da qual a lógica de Łukasiewicz faz parte.

## Axiomas
A axiomática original para sistemas proposicionais infinitamente-valorados da lógica de Łukasiewicz utiliza a implicação e a negação como conectivos primitivos:
{\displaystyle A\rightarrow (B\rightarrow A)}
{\displaystyle (A\rightarrow B)\rightarrow ((B\rightarrow C)\rightarrow (A\rightarrow C))}
{\displaystyle ((A\rightarrow B)\rightarrow B)\rightarrow ((B\rightarrow A)\rightarrow A)}
{\displaystyle (\neg B\rightarrow \neg A)\rightarrow (A\rightarrow B).}
A lógica proposicional multivalorada de Łukasiewicz também pode ser axiomatizada pela adição dos seguintes axiomas ao sistema axiomático de um lógica monoidal de norma T:
- Divisibilidade: {\displaystyle (A\wedge B)\rightarrow (A\otimes (A\rightarrow B))}
- Negação dupla: {\displaystyle \neg \neg A\rightarrow A.}

Para uma lógica de Łukasiewicz finitamente valorada, são necessários outros axiomas.

## Semântica
A lógica de Łukasiewicz é uma lógica de real-valor das quais as sentenças podem assumir um valor verdadeiro e não apenas um ou zero mas qualquer número real no intervalo (por exemplo 0,25). As valorações têm um definição recursiva:
- {\displaystyle w(\theta \circ \phi )=F_{\circ }(w(\theta ),w(\phi ))} para um conector binário {\displaystyle \circ ,}
- {\displaystyle w(\neg \theta )=F_{\neg }(w(\theta )),}
- {\displaystyle w({\overline {0}})=0} e {\displaystyle w({\overline {1}})=1,}

onde as definições dos operadores são as seguintes:
- Implicação: {\displaystyle F_{\rightarrow }(x,y)=\min\{1,1-x+y\}}
- Equivalência: {\displaystyle F_{\leftrightarrow }(x,y)=1-|x-y|}
- Negação: {\displaystyle F_{\neg }(x)=1-x}
- Conjunção fraca: {\displaystyle F_{\wedge }(x,y)=\min\{x,y\}}
- Disjunção fraca: {\displaystyle F_{\vee }(x,y)=\max\{x,y\}}
- Conjunção forte: {\displaystyle F(x,y)=\max\{0,x+y-1\}}
- Disjunção forte: {\displaystyle F(x,y)=\min\{1,x+y\}.}

A função verdade {\displaystyle F\otimes } da conjunção forte é a norma-T de Łukasiewicz e a função verdade {\displaystyle F\oplus } da disjunção forte é seu dual conomra-T. A função verdade {\displaystyle F_{\rightarrow }} é o resíduo  da norma-T de Łukasiewicz. Todas as funções verdade baseadas em conectivos são contínuas.
Por definição, a fórmula é uma tautologia lógica de Łukasiewicz infinitamente valorada se ela vale 1 sob qualquer variação das variáveis proposicionais por um número real no intervalo [0, 1].

## Semântica finitamente valorada
Usando exatamente as mesmas fórmulas de valoração para uma semântica de valores reais, está definida a menos de isomorfismo:
- Qualquer conjunto finito de cardinalidade n ≥ 2 escolhendo como domínio { 0, 1/(n − 1), 2/(n − 1), ..., 1 }
- Qualquer conjunto enumerável escolhendo o conjunto como { p/q | 0 ≤ p ≤ q onde p é um inteiro não-negativo e q é um inteiro positivo }.